# Gracho Cardoso
 Gracho Cardoso, o anche Graccho Cardoso, è un comune del Brasile nello Stato del Sergipe, parte della mesoregione del Sertão Sergipano e della microregione Sergipana del Sertão do São Francisco.